# Neohesperilla croceus
Neohesperilla croceus är en fjärilsart som beskrevs av William Henry Miskin 1889. Neohesperilla croceus ingår i släktet Neohesperilla och familjen tjockhuvuden. Inga underarter finns listade i Catalogue of Life.

## Bildgalleri

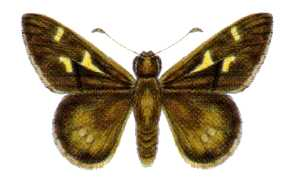